# Abay Kunanbayulı

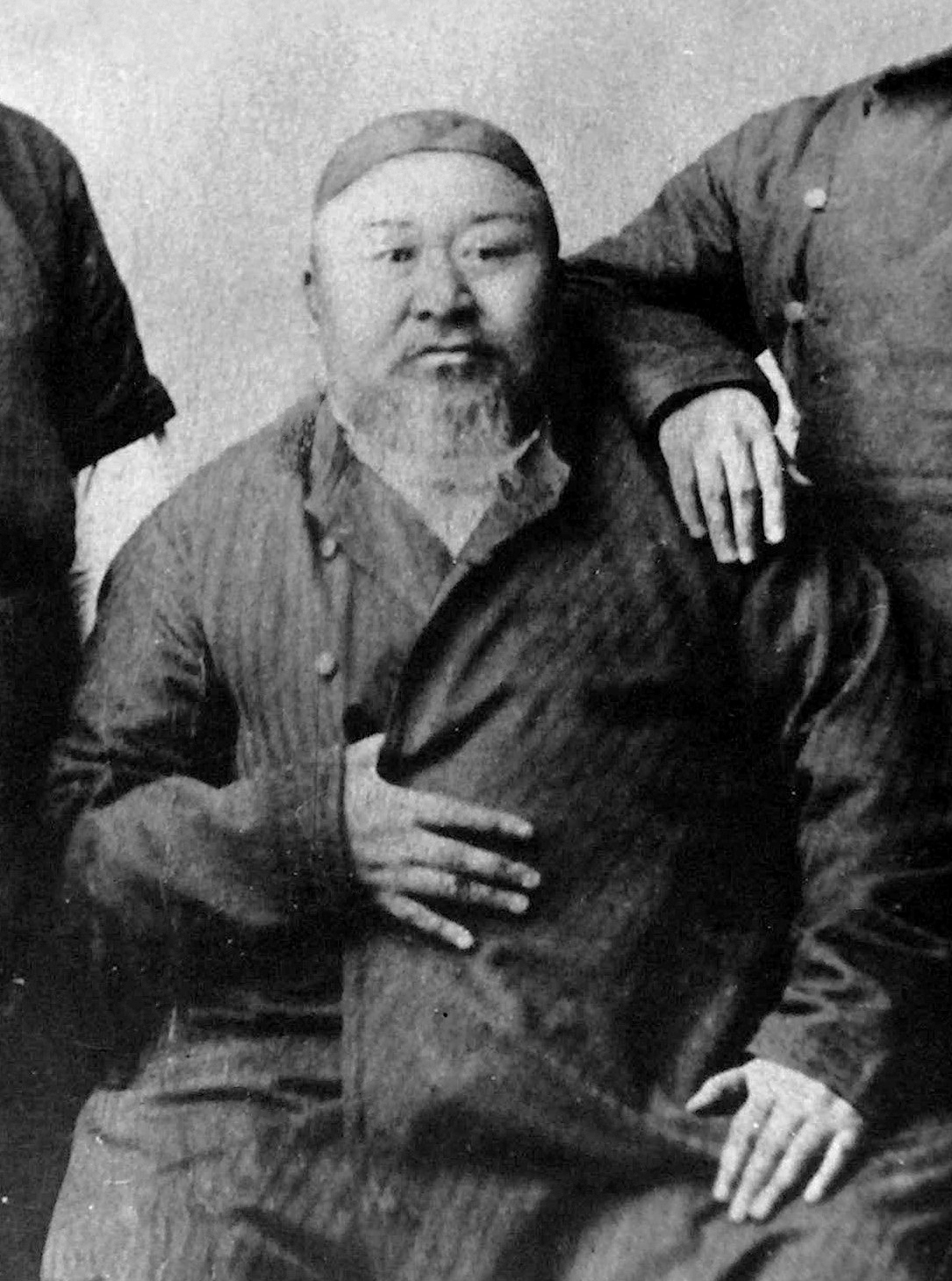
Abay Kunanbayulı

Abay Ïbrahïm Kunanbayulı (Kazachs-cyrillisch: Абай Ибраһим Құнанбайұлы (Құанбаев; Kuanbaev), Russisch: Абай Ибрагим Кунанбаев; [Abaj Ibragim Koenanbajev]) (Chingis-Tau, 10 augustus 1845 - 6 juli 1904) was een Kazachse dichter, componist en filosoof en een belangrijk persoon voor de ontwikkeling van het Kazachs als een erkende geschreven taal.

## Leven
Abay werd geboren in Chingis-Tau (nu Karaul) ten zuidwesten van Semey als de zoon van Kunanbay, een rijke feodale vorst en Ulzhan, de tweede vrouw van Kunanbay. Door de economische positie van zijn vader kon hij naar een Russische school gaan tijdens zijn jeugd, maar pas nadat hij al een paar jaar les gehad had van een moellah en in een madrasa. Op zijn school in Semipalatinsk (nu Semey) kwam Abay in aanraking met de werken van Michail Lermontov en Aleksandr Poesjkin.
Zijn belangrijkste bijdrage aan de Kazachse cultuur ligt in zijn gedichten, waaruit een sterk nationalisme doorklinkt die hun navolging hebben gekregen in de Kazachse volkscultuur. Voor die tijd werd het meerdendeel van de Kazachse dichtkunst mondeling overgedragen, in navolging van de nomadische gewoonten van de volkeren van de Kazachse steppes. Tijdens het leven van Abay ontstonden echter een aantal belangrijke sociaal-politieke en sociaal-economische veranderingen. De Russische invloed in het Kazachse gebied bleef groeien, wat resulteerde in meer onderwijsmogelijkheden met daarbij een grotere invloed van verschillende Russische, Europese en Aziatische filosofieën. Kuwnanbaylı dook in de culturele en filosofische geschiedenis van deze nieuwe zaken. Op deze manier beïnvloedde de creatieve dichtkunst van Abay het filosofisch denken van de Kazachse intellectuelen. Abay vertaalde ook de werken van Russische en Europese auteurs naar het Kazachs, waarvan de meeste voor de eerste keer.
De huidige Kazachse afbeeldingen van Abay tonen hem vaak in volledig traditioneel gewaad met de dombra, het Kazachse nationale instrument, in zijn handen. Hij wordt vandaag de dag door de Kazachen gerespecteerd als een van de eerste volkshelden die het nationale zelfbewustzijn heeft bijgebracht bij zijn volk.
Door de Kazachse schrijver Muchtar Auezov is een soort van biografie geschreven over Abay. De feiten zijn hierbij echter behoorlijk verdraaid door de sovjetinvloed in de tijd van het schrijven. Onder de studenten van Abay was ook de Kazachse historicus, filosoof en dichter Şekerim Kudayberdiulı (1858-1931).
- Bibsys: 1051647
- Bibliothèque nationale de France: cb13597236j (data)
- Catàleg d'autoritats de noms i títols de Catalunya: 981058525812906706
- CiNii: DA18395204
- Gemeinsame Normdatei: 118646389
- International Standard Name Identifier: 0000 0003 5927 1561
- Library of Congress Control Number: n84127907
- Nationale Bibliotheek van Letland: 000281705
- MusicBrainz: 765eaf19-0968-4082-910d-4a70e32e38a6
- Bibliotheek van het Japanse parlement: 00446489
- Nationale Bibliotheek van Tsjechië: xx0012997
- Nationale Bibliotheek van Israël: 987007300318105171
- Nationale Bibliotheek van Polen: a0000001783111
- Nederlandse Thesaurus van Auteursnamen: 070995303
- Russische Staatsbibliotheek: 000031351
- Système universitaire de documentation: 131208233
- TDVİA: kunanbayev-abay
- Virtual International Authority File: 217408622
- WorldCat: E39PBJhmHYQGdwtdXpyCXfHQv3